# North Las Vegas
North Las Vegas o Las Vegas del Norte es una ciudad en el condado de Clark, Nevada, Estados Unidos, localizada en el área metropolitana de Las Vegas. La población de North Las Vegas fue estimada en 197.597 en 2006, convirtiéndola en la cuarta ciudad más grande del estado de Nevada después de Las Vegas, Henderson y Reno.
La ciudad está justo al norte de Las Vegas y del pueblo no incorporado de Sunrise Manor. North Las Vegas es el lugar de las comunidades planeadas de Aliante y El Dorado, y es probablemente más conocida por estar cerca de la Base de la Fuerza Aérea de Nellis.

## Historia
Las Vegas Norte fue incorporada como ciudad el 16 de mayo de 1946.

## Geografía
Las Vegas Norte está localizada en el desierto al suroeste, en el desierto de Mojave, en las coordenadas 36°13′43″N 115°8′48″O / 36.22861, -115.14667 (36.228511, -115.146593).
Según la Oficina del Censo de los Estados Unidos, la ciudad tenía un área total de 78,5 millas cuadradas (203,3 km²).

## Transporte

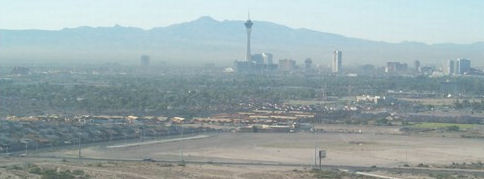
Las Vegas, vista desde North Las Vegas

Aeropuerto de North Las Vegas conocido anteriormente como Sky Haven Airport fue establecido el 7 de diciembre de 1941. Vision Airlines, una aerolínea regional y aerolínea de turismo. Vuelos internacionales y domésticos viajan en toda el área metropolitana y es administrado por el Aeropuerto Internacional Harry Reid, al sur y North Las Vegas y Las Vegas.
Citizens Area Transit provee servicios de autobuses en la zona, al igual que lo hace en el área metropolitana de Las Vegas.
Las autopistas principales que conectan la ciudad son la I-15 y la CC-215.